# 한샘
한샘은 대한민국의 가구 제조, 유통 기업이다. 1970년 9월 설립해서 부엌 가구 제조, 유통 및 인테리어 가구 유통사업을 영위하고 있다.

## 역사
- 1970년: 건축설계업을 하던 조창걸이 부엌가구회사인 ‘한샘’을 설립했다.[1] 이후 1974년 2월 ‘(주)한샘’으로 법인전환했다.
- 2000년대: 한샘 잠실점등 대형플래그십 매장을 부촌지역에 개설하였다. 2016년 9월 한국 최대 쇼핑몰인 스타필드 하남에 대형가구점으로 입점하였다.
- 2017년: 서울특별시 마포구 상암동에 위치한 팬텍 사옥을 인수하여 한샘 상암 사옥으로 편입하였다.[2]

## 로고
|                 |
| 1970년 ~ 1973년 |

|                      |
| 1973년 ~ 1974년 10월 |

|                 |
| 1975년 ~ 1992년 |

|                 |
| 1981년 ~ 1992년 |

|                     |
| 1992년 ~ 2024년 1월 |

|                   |
| 2024년 2월 ~ 현재 |

## 논란
하지만 2017년 10월 여직원 성희롱 및 성폭행 사건으로 여성 고객을 주 타깃으로 해왔던 한샘은 치명적인 타격을 입게 되었다. 말만 무성하지 차후 조치나 수사결과에 대해 아무런 언론보도가 없어 의아하다.
2021년 7월에 열린 카카오 페이지 한샘 인스타그램 팔로우 이벤트에 생년월일, 성별, 직업군을 조사하며 특정조건을 만족하지 못할 시 참여 할 수 없는 캠페인이라 뜨고 참여가 불가능해진다.